# Ranunculus radinotrichus
Ranunculus radinotrichus ist eine Pflanzenart aus der Familie der Hahnenfußgewächse (Ranunculaceae).

## Beschreibung
Ranunculus radinotrichus ist ein ausdauernder Schaft-Hemikryptophyt, der Wuchshöhen von 5 bis 12 Zentimeter erreicht. Die Grundblätter sind dreiteilig und seidenhaarig. Die Abschnitte sind verkehrteiförmig. Die Krone ist 7 bis 10 Millimeter groß. Die Nüsschen sind 3 Millimeter groß, mehr oder weniger kreisförmig, zusammengedrückt, glatt und kahl. Der Schnabel ist 1,5 bis 2 Millimeter groß.
Die Blütezeit reicht von Mai bis Juli.
Die Chromosomenzahl beträgt 2n = 32.

## Vorkommen
Ranunculus radinotrichus ist auf Kreta in der Präfektur Chania endemisch. Die Art wächst hier in den Lefka Ori in Höhenlagen von 1850 bis 2300 Meter auf Felsen und Schutt.

## Taxonomie
Ranunculus radinotrichus wurde von Werner Greuter und Arne Strid in Willdenowia 11, S. 267, 1981 erstbeschrieben.

## Belege
- Ralf Jahn, Peter Schönfelder: Exkursionsflora für Kreta. Mit Beiträgen von Alfred Mayer und Martin Scheuerer. Eugen Ulmer, Stuttgart (Hohenheim) 1995, ISBN 3-8001-3478-0, S. 101.